# Simple Minds
Simple Minds är en new wave- och rockgrupp som bildades i Glasgow i Skottland i november 1977. 
I april 1979 utgavs deras första album Life in a Day. De är en av de mest framgångsrika skotska grupperna någonsin med fem album på UK Albums Charts förstaplats och mer än 60 miljoner sålda skivor.
1985 fick Simple Minds en etta på den amerikanska Billboard Hot 100 med Don't You (Forget About Me), som var med i filmen Breakfast Club. 1989 fick de även sin första etta på UK Singles Chart med Belfast Child. 2016 fick Simple Minds pris på Ivor Novello Awards för "Outstanding Song Collection".

## Historik

### Tidiga år
1977 bildade barndomsvännerna Jim Kerr och Charlie Burchill punkbandet Johnny & The Self Abusers tillsammans med John Milarky (sång, gitarr, saxofon) och skolkamraterna Brian McGee (trummor) och Tony Donald (elbas). Utökade med en tredje gitarrist, Alan McNeil, gav de i november 1977 ut singeln "Saints and Sinners", men splittrades samma dag. Kerr, Burchill, McGee och Donald fortsatte under det nya namnet Simple Minds med Michael MacNeil (keyboards) och Duncan Barnwell (gitarr) som nya medlemmar, samtidigt som Milarky och Alan McNeil bildade The Cuban Heels. Namnet Simple Minds togs från David Bowies låt "The Jean Genie". Våren 1978 ersattes Donald av Derek Forbes och strax därefter lämnade även Barnwell gruppen. Genom flitigt turnerande byggde gruppen snabbt upp ett rykte som ett bra liveband och fick samma år sitt första skivkontrakt med lilla Zoom Records.

### Inledande och experimentell fas
Mellan 1979 och 1981 gav gruppen ut inte mindre än fem album. Efter den konventionella och osjälvständiga debuten Life in a Day influerad av 1970-talsrock som David Bowie, Roxy Music och Genesis började de söka sig fram till en egen stil på den experimentella Real to Real Cacophony där inspirationen i stället hämtades från krautrockband som Kraftwerk och Neu!. 29 oktober 1979 spelade Simple Minds i Sverige för första gången på klubben Errols i Göteborg, dagen efter en spelning i Stockholm, och den 1 november spelade Simple Minds på Magasinet i Örebro.
Med Empires and Dance förtydligades gruppens vid denna tid mörka och industriella new wave-sound där MacNeils synthesizers och sequencers fick allt större utrymme. Samtidigt började de närma sig ett mer kommersiellt sound med låten I Travel som blev en mindre klubbhit. 1980 var gruppen förband till Peter Gabriel på hans Europaturné. Det slutliga genombrottet kom 1981 med hitsinglarna Love Song och Sweat in Bullet från albumet Sons and Fascination vilken även innehöll ett minialbum, Sister Feelings Call, som senare gavs ut separat. Gruppens stil med repetitiva synth- och bas-slingor i förgrunden och Kerrs udda textcollage var fortfarande okonventionell men hade nu fått ett lättillgängligare uttryck.

### New Gold Dream - Kommersiellt genombrott
Med New Gold Dream (81-82-83-84) fick de sitt definitiva genombrott. Musikaliskt inledde de en ny fas med ett mer välpolerat och sofistikerat synthbaserat sound som placerade dem i New Romantic-genren. Gruppen rönte nu stora framgångar. Promised You a Miracle och Glittering Prize blev deras dittills största singelhits med topp-20 placeringar på englandslistan och albumet gick upp på tredje plats på listan. Samtidigt hade det skett förändringar inom gruppen. McGee som lämnat gruppen 1981 av privata skäl ersattes först av Kenny Hyslop, sedan av Mike Ogletree innan de fastnade för Mel Gaynor som permanent ersättare. Alla tre medverkade på albumet New Gold Dream där även Herbie Hancock gästade med ett synthsolo i låten Hunter And The Hunted.

### Sparkle In The Rain - förändrat sound
I och med att gruppen nu började uppträda på allt större arenor förändrades deras sound. Sparkle in the Rain innehöll ett mer direkt och kraftfullt rocksound och kan sägas vara startpunkten på gruppens nästa fas som ett av de mest framgångsrika arenarock-banden. Från detta album blev Waterfront en av deras största och mest välkända hits. Sparkle in the Rain blev gruppens första etta på brittiska albumlistan. Albumet följdes av en världsturné.

### Genombrott i USA - Arenarock och politiskt engagemang 1985-1989
1985 fick de ett genombrott även i USA med hitsingeln Don't You (Forget About Me) vilken också blev den sista inspelningen med Derek Forbes som ersattes av John Giblin. Forbes blev liksom Brian McGee senare en tid medlem av Propaganda.
Året därpå släpptes albumet Once upon a time som blev deras kommersiellt mest framgångsrika album och deras andra raka förstaplats på brittiska albumlistan. Gruppens sound var nu väl anpassat för såväl stadiumkonserter som den amerikanska marknaden och de fick ytterligare en stor hit i både Europa och USA med Alive and Kicking. Samtidigt som en del av de ursprungliga fansen från det tidiga 1980-talet vände gruppen ryggen hade de nu vunnit en ny och betydligt större publik över hela världen.  
Vid denna tid stod gruppen både musikaliskt, framgångsmässigt och med sitt politiska engagemang för bland annat Amnesty mycket nära U2. Något som underströks ytterligare med albumet Street Fighting Years där svulstig arenarock med politiska texter blandades med influenser från irländsk folkmusik. Från detta album, som producerades av Trevor Horn, blev EP:n Ballad Of The Streets gruppens första etta på den engelska singellistan. Den innehöll bland annat låtarna Belfast Child och Mandela Day, som specialskrivits till en hyllningskonsert för Nelson Mandela året innan. Även albumet blev etta på den brittiska albumlistan.
Efter den omfattande turné som följde Street Fighting Years lämnade Mick MacNeil gruppen vilket blev ett klart avbräck. Kerr erkände 2009 MacNeil som en viktig hörnsten för gruppens låtskrivande. Framgångarna skulle sedan som en konsekvens bli mer blygsamma för bandet, och medlemmarna kring kärnduon Kerr och Burchill har ofta skiftat. De har emellertid fortsatt med flitigt turnerande och givit ut ett flertal album.

### 1990-talet: Kommersiell nedgångsperiod
1991 släpptes Real Life vilket var det första albumet utan Mick MacNeil som medkompositör. Kerr, Burchill och trumslagaren Mel Gaynor var på omslaget. Arbetet med albumet blev en stor omställning, men man lyckades ändå få fram en singelhit i "Let There Be Love" som gick flitigt på MTV. Albumet nådde även Storbritanniens andra plats på album-topplistan. 
Efter världsturnén tog bandet en längre paus. Samlingsskivan "Glittering Prize 81/92" släpptes hösten 1992 och blev gruppens femte förstaplacering på brittiska albumlistan. Gaynor lämnade bandet för andra uppdrag, och kvar fanns Kerr och Burchill som sakta började att arbeta på nästa album. De valde Keith Forsey som producent, som låg bakom hiten Don't You (Forget About Me). I februari 1995 släpptes Good News from the Next World, vilket hade spelats in med en rad studiomusiker. Även denna skiva nådde albumlistans andra plats i Storbritannien. Kerr sade i en intervju i Record Collector 2009 om denna period: "Vi gav skivbolaget mycket pengar, vi ville ha kärlek tillbaka, men fick det inte. Vi gjorde fel". Efter en lång världsturné lämnade Simple Minds skivbolaget Virgin och skrev på det mindre Chrysalis. Strax därpå blev separationen mellan Kerr och Patsy Kensit offentlig.
Sommaren 1997 blev det en mindre turné tillsammans med återkommande medlemmarna Derek Forbes och Mel Gaynor. Kerr och Burchill började även att medverka på musikgalan "Night of The Proms", då de spelade fyra låtar tillsammans med symfoniorkester. Det kommande albumet kom att heta Neapolis och släpptes i mars 1998. Denna blev en kommersiell flopp, och blev det enda albumet på Chrysalis. Gaynor och Forbes lämnade åter bandet efter turnén. Samma år kom nyheten att Kerr hade lagt ett bud på att köpa den då ekonomiskt krisande fotbollsklubben Celtic FC tillsammans med bl.a. Kenny Dalglish, vilket inte blev av.
Kerr flyttade därefter till Sicilien och blev ägare av ett hotell i Taormina, Villa Angela. Intresset för Simple Minds vid denna period var lågt och det var osäkert om de skulle komma tillbaka. "Our Secrets Are The Same" som spelades in 1999, var egentligen inte färdig, men läckte ut på internet. På grund av strul med skivbolagen gjorde det att skivan aldrig såg dagens ljus. Däremot gavs den senare ut på samlingsboxen "Silver Box" som släpptes 2004.

### 2000-talet: Nya album och turnéer
På skivbolaget Eagle släpptes oktober 2001 ett coveralbum Neon Lights. Bandet bestod nu av Kerr, Burchill och multiinstrumentalisten Gordon Goudie. Det blev en nystart och en ny skiva med nytt material spelades in. I april 2002 släpptes Cry och därefter började Simple Minds att åter turnera flitigt i både Europa och Nordamerika. På denna turné återkom trumslagaren Mel Gaynor, samt Eddie Duffy (bas) och Andy Gillespie (Keyboards). I september 2005 släpptes skivan Black & White 050505 som följdes av en ny omfattande världsturné. 10 augusti 2006 spelade Simple Minds på Götaplatsen i Göteborg.
27 juni 2008 medverkade Simple Minds på en hyllningskonsert vid Hyde Park i London för att hedra Nelson Mandelas 90-åriga födelsedag. November samma år startade Simple Minds sin 30-åriga jubileumsturné, där skivan New Gold Dream (81-82-83-84) för första gången någonsin spelades i sin helhet. 
2009 bildade Derek Forbes och Brian McGee gruppen Ex-Simple Minds, även förkortat XSM, tillsammans med McGees bror Owen Paul som sångare. De turnerar med de klassiska Simple Minds-låtarna från 1980-talet.
Nästa skiva Graffiti Soul släpptes maj 2009, och efterföljdes av turné. Året därpå släppte Jim Kerr ett soloalbum kallad "Lostboy AKA Jim Kerr". 
2012 gjorde Simple Minds en mindre turné i Europa, där de endast spelade låtar ifrån de 5 första albumen kallad "5 x 5 Tour", där några inspelningar är utgivna på ett livealbum. 
Den 19 maj 2014, meddelades det att Simple Minds precis avslutat inspelningen av ett nytt album med titeln Big Music, som utgavs i oktober 2014.
2016 fick Simple Minds pris på Ivor Novello Awards för "Outstanding Song Collection". Priset tillerkändes Kerr, Burchill, Mick MacNeil och Derek Forbes. Efter flitigt turnerande släpptes 11 november 2016 Acoustic, som innehåller akustiskt arrangerade versioner av äldre låtar, som också efterföljdes av en akustisk turné.   

### 2018-2023: 40-årsjubileum och kritikerrosade album
2 februari 2018 släpptes Walk Between Worlds, producerad av samma team som låg bakom Big Music. Sångerskan Sarah Brown fick mer utrymme i ljudbilden, och trumslagaren Mel Gaynor spelade på skivan men medverkade inte på turnén. Albumet fick ett positivt mottagande av flera kritiker och gick direkt in på den brittiska albumlistans fjärde plats, gruppens första topp fem-album på mer än tjugo år.
2019 firade Simple Minds 40 år med albumet 40: The Best Of 1979-2019 och den planerade världsturnén "40 Years of Hits Tour" som inleddes våren 2020 med ett antal spelningar i Skandinavien, men blev uppskjuten till 2022 på grund av covid-19-pandemin.
Den 17 januari 2022 släpptes singeln "Act of Love" för att markera jubileet av Simple Minds allra första spelning på samma datum 1978. Låten var den första som Simple Minds spelade på sin första spelning och var därmed inledningen på bandets historia.
21 oktober 2022 släpptes albumet Direction of the Heart till ett positivt kritikermottagande. Sparks-sångaren Russell Meal medverkade på låten Human Traffic.
I maj 2023 avled den tidigare medlemmen John Giblin.

## Medlemmar
Nuvarande medlemmar
- Jim Kerr - Sång (1978-)
- Charlie Burchill - Gitarr (1978-)
- Ged Grimes - Elbas (2010–)
- Gordon Goudie - Gitarr, Keyboards (2001-2002; 2015-)
- Sarah Brown - Sång (2015-)
- Cherisse Osei - Slagverk (2015-)
- Berenice Scott - Keyboards (2020-)

Tidigare medlemmar
- Mick MacNeil - Keyboards (1978-1990)
- Derek Forbes - Elbas (1978-1985; 1997-1998)
- Brian McGee - Trummor (1978-1981)
- Tony Donald - Elbas (1978)
- Duncan Barnwell - Gitarr (1978)
- Kenny Hyslop - Trummor (1981-1982)
- Mike Ogletree - Trummor (1982)
- John Giblin - Elbas (1985-1989)
- Eddy Duffy - Elbas (1999-2010)
- Andy Gillespie - Keyboards (2002–2015)
- Mel Gaynor - Trummor (1982-1991; 1997-1998; 2002-2018)
- Catherine AD  - Sång, Keyboards (2015-2018)

## Diskografi
- Life in a Day 1979
- Real to Real Cacophony 1979
- Empires and Dance 1980
- Sons and Fascination 1981
- New Gold Dream (81-82-83-84) 1982
- Sparkle in the Rain 1984
- Once upon a time 1985
- Street Fighting Years 1989
- Real Life 1991
- Good News from the Next World 1995
- Neapolis 1998
- Neon Lights 2001
- Cry 2002
- Black & White 050505 2005
- Graffiti Soul 2009
- Big Music 2014
- Acoustic 2016
- Walk Between Worlds 2018
- Direction of the Heart 2022

Livealbum
- Live in the City of Light 1987
- 5x5 Live 2012
- Celebrate – The Greatest Hits+ Tour 2013 2015
- Live - Big Music Tour 2015
- Acoustic In Concert 2016
- Live in the City of Angels 2019

Samlingsalbum
- Themes for Great Cities 79/81 1981 (endast utgiven i USA)
- Celebration 1982 (Samling med låtar från de tre första albumen)
- Glittering Prize 81/92 1992
- The Promised 1997
- The Best of Simple Minds 2001
- Early Gold 2003
- Celebrate: The Greatest Hits 2013
- 40: The Best Of 1979-2019 2019

Boxutgåvor
- Themes 1-4 (4 cd-singelboxar med alla singlarna 1979-1990) 1990
- Silver Box (5 cd, tidigare outgivet live/demos 1979-1995 och albumet Our Secrets are the Same) 2004
- Themes – Volume 5: March 91–September 92 (Cd-singelbox) 2008
- X5 (De fem första albumen 1979-1982) 2012